# Dichromodes limosa
Dichromodes limosa är en fjärilsart som beskrevs av Turner 1930. Dichromodes limosa ingår i släktet Dichromodes och familjen mätare. Inga underarter finns listade i Catalogue of Life.